# Liabeae
Liabeae es una tribu de plantas con flores  de la subfamilia Cichorioideae dentro de la familia Asteraceae.

## Descripción
Son hierbas,  arbustos o pequeños árboles (en Ferreyranthus algunas especies alcanzan hasta 6 metros de altura). Algunos géneros están libres de látex (Ferreyranthus, Liabum, Oligactis), mientras que en otros géneros los órganos internos están provistos de látex de color blanco (Sinclairiinae).

## Géneros
| - Austroliabum - Cacosmia - Chionopappus - Chrysactinium - Erato - Ferreyranthus - Liabellum - Liabum | - Microliabum - Munnozia - Oligactis - Paranephelius - Philoglossa - Pseudonoseris - Sinclairia Fuentes: H.Rob. UniProt, MO |

Según NCBI:
- Bishopanthus; Cacosmia; Chionopappus; Chrysactinium; Dillandia; Erato; Liabellum; Ferreyranthus; Liabum; Microliabum; Munnozia; Oligactis; Paranephelius; Philoglossa; Pseudonoseris; Sinclairia; Sinclairiopsis

Actualmente esta tribu comprende 4 Subtribus,  18 géneros y cerca de 165 especies.

### SubtribuLiabinae
Comprende 5 géneros y unas 53 especies:
- Ferreyranthus H.Rob. & Brettell  (8 spp.)
- Dillandia V.A.Funk & H.Rob.  (3 spp.)
- Liabum Adans.  (27 spp.)
- Oligactis (Kunth) Cass.  (7 spp.)
- Sampera V.A.Funk & H.Rob.  (8 spp.)

### SubtribuMunnoziinae
Comprende 2 géneros y 54 especies:
- Munnozia Ruiz & Pav.  (8 spp.)
- Chrysactinium (Kunth) Wedd. (46 spp.)

### SubtribuParanepheliinae
Comprende 6 géneros y cerca de 26 especies:
- Chionopappus Benth.  (1 sp.)
- Erato DC. (1836)  (5 spp.)
- Microliabum Cabrera  (1955) (5 spp.)
- Paranephelius Poepp.  (7 spp.)
- Philoglossa DC. (1836) (5 spp.)
- Pseudonoseris H.Rob. & Brettell  (3 spp.)

### SubtribuSinclairiinae
Comprende 4 géneros y unas 26 especies:
- Sinclairia Hook. & Arn. (1841) (20 spp.)
- Sinclairiopsis Rydb.  (1 sp.)
- Megaliabum Rydb.  (hasta ahora considerado sinónimo de Sinclairia)
- Liabellum Rydb.  (5 spp.)

### Incertae sedis
- Cacosmia Kunth (3 spp.)